# Liste des œuvres de Georges Simenon
Ce tableau donne un aperçu général de l'abondante production de l'écrivain belge Georges Simenon. Il se concentre sur les œuvres publiées sous son propre nom, à partir de 1931, et il exclut la phase « avant Simenon » (pour cela, voir le tableau suivant).
- On donne ici la date de leur édition en volume, bien que celle-ci soit parfois précédée de peu d'une publication en feuilleton dans un périodique.
- Pour rappel les dictées sont des transcriptions d'enregistrements vocaux de Simenon : voir l'article à leur sujet.
- Un éditeur a rassemblé sous la formule romans durs les romans de Simenon qui ne font pas intervenir le commissaire Maigret. Nous ne l'avons pas retenue ici parce que cette catégorisation est apocryphe[1] et que le tableau permet de repérer ces romans autrement.

## Liste
| Titre | 1re édition                                     | Genre                             | Thème                      |
| --- | ----------------------------------------------- | --------------------------------- | -------------------------- |
| 13 Coupables (Les) - Ziliouk - Monsieur Rodrigues - Madame Smitt - Les « Flamands » - Nouchi - Arnold Schuttringer - Waldemar Strvzeski - Philippe - Nicolas - Les Timmermans - Le Pacha - Otto Müller - Bus - La Nuit du pont Marie | 1932, Fayard                                    | recueil de nouvelles              | policier (Juge Froget)     |
| 13 Énigmes (Les) - L’Affaire du canal - G 7 - Le Naufrage du « Catherine » - L’Esprit déménageur - L’Homme tatoué - Le Corps disparu - Hans Peter - Le Chien jaune - L’Incendie du parc Monceau - Le Mas Costefigues - Le Château des disparus - Le Secret du fort Bayard - Le Drame de Dunkerque - L’Inconnue d’Étretat | 1932, Fayard                                    | recueil de nouvelles              | policier (inspecteur G7)   |
| 13 Mystères (Les) - L'Affaire Lefrançois - Le Coffre-fort de la S.S.S. - Le Dossier no 16 - Le Mort invraisemblable - Le Vol du lycée de B... - Le Dénommé Popaul - Le Pavillon de la Croix-Rousse - La Cheminée du « Lorraine » - Les Trois Rembrandt - L’Écluse no 14 - Les Deux Ingénieurs - La Bombe de l’Astoria - La Tabatière en or | 1932, Fayard                                    | recueil de nouvelles              | policier (Joseph Leborgne) |
| 45° à l’ombre | 1936, Gallimard                                 | roman                             |                            |
| À l'abri de notre arbre | 1977, Presses de la Cité                        | Dictée                            | autobiographie             |
| À quoi bon jurer ? | 1979, Presses de la Cité                        | Dictée                            | autobiographie             |
| Affaire Saint-Fiacre (L’) | 1932, Fayard                                    | roman                             | policier (Maigret)         |
| Aîné des Ferchaux (L’) | 1945, Gallimard                                 | roman                             |                            |
| Ami d’enfance de Maigret (L’) | 1968, Presse de la Cité                         | roman                             | policier (Maigret)         |
| Amie de Madame Maigret (L’) | 1950, Presses de la Cité                        | roman                             | policier (Maigret)         |
| Âne rouge (L’) | 1932, Fayard                                    | roman                             | policier                   |
| Anneaux de Bicêtre (Les) | 1963, Presses de la Cité                        | roman                             |                            |
| Antoine et Julie | 1953, Presses de la Cité                        | roman                             |                            |
| Assassin (L’) | 1937, Gallimard                                 | roman                             |                            |
| Au bout du rouleau | 1947, Presses de la Cité                        | roman                             |                            |
| Au rendez-vous des Terre-Neuvas | 1931, Fayard                                    | roman                             | policier (Maigret)         |
| Au-delà de ma porte-fenêtre | 1978, Presses de la Cité                        | Dictée                            | autobiographie             |
| Autres (Les) | 1962, Presses de la Cité                        | roman                             |                            |
| Banc au soleil (Un) | 1977, Presses de la Cité                        | Dictée                            | autobiographie             |
| Bateau d'Émile (Le) - La Femme du pilote - Le Doigt de Barraquier - Valérie s'en va - L'Épingle en fer à cheval - Le Baron de l'écluse ou la Croisière du Potam - Le Nègre s'est endormi - Le Bateau d'Émile | 1954, Gallimard                                 | recueil de nouvelles              |                            |
| Bergelon | 1941, Gallimard                                 | roman                             |                            |
| Betty | 1961, Presses de la Cité                        | roman                             |                            |
| Bilan Malétras (Le) | 1948, Gallimard                                 | roman                             |                            |
| Blanc à lunettes (Le) | 1937, Gallimard                                 | roman                             |                            |
| Boule noire (La) | 1955, Presses de la Cité                        | roman                             |                            |
| Bourgmestre de Furnes (Le) | 1939, Gallimard                                 | roman                             |                            |
| Cage de verre (La) | 1971, Presses de la Cité                        | roman                             |                            |
| Caves du Majestic (Les) | 1942, Gallimard                                 | roman                             | policier (Maigret)         |
| Cécile est morte | 1942, Gallimard                                 | roman                             | policier (Maigret)         |
| Cercle des Mahé (Le) | 1946, Gallimard                                 | roman                             |                            |
| Ceux de la soif | 1938, Gallimard                                 | roman                             |                            |
| Chambre (La) | 1955                                            | ballet policier                   |                            |
| Chambre Bleue (La) | 1964, Presses de la Cité                        | roman                             |                            |
| Charretier de La Providence (Le) | 1931, Fayard                                    | roman                             | policier (Maigret)         |
| Chat (Le) | 1967, Presses de la Cité                        | roman                             |                            |
| Chemin sans issue | 1938, Gallimard                                 | roman                             |                            |
| Cheval-Blanc (Le) | 1938, Gallimard                                 | roman                             |                            |
| Chez Krull | 1939, Gallimard                                 | roman                             |                            |
| Chez les Flamands | 1932, Fayard                                    | roman                             | policier (Maigret)         |
| Chien jaune (Le) | 1931, Fayard                                    | roman                             | policier (Maigret)         |
| Clan des Ostendais (Le) | 1947, Gallimard                                 | roman                             |                            |
| Clients d'Avrenos (Les) | 1935, Gallimard                                 | roman                             |                            |
| Colère de Maigret (La) | 1963, Presses de la Cité                        | roman                             | policier (Maigret)         |
| Complices (Les) | 1956, Presses de la Cité                        | roman                             |                            |
| Confessionnal (Le) | 1966, Presses de la Cité                        | roman                             |                            |
| Coup de lune (Le) | 1933, Fayard                                    | roman                             |                            |
| Coup-de-Vague (Le) | 1939, Gallimard                                 | roman                             |                            |
| Cour d'assises | 1941, Gallimard                                 | roman                             |                            |
| Crime en Hollande (Un) | 1931, Fayard                                    | roman                             | policier (Maigret)         |
| Crime impuni | 1954, Presses de la Cité                        | roman                             |                            |
| Danseuse du Gai-Moulin (La) | 1931, Fayard                                    | roman                             | policier (Maigret)         |
| De la cave au grenier | 1977, Presses de la Cité                        | Dictée                            | autobiographie             |
| Déménagement (Le) | 1967, Presses de la Cité                        | roman                             |                            |
| Demoiselles de Concarneau (Les) | 1936, Gallimard                                 | roman                             |                            |
| Des traces de pas | 1975, Presses de la Cité                        | Dictée                            | autobiographie             |
| Destin des Malou (Le) | 1947, Presses de la Cité                        | roman                             |                            |
| Destinées | 1981, Presses de la Cité                        | Dictée                            | autobiographie             |
| Dictées (Les) | 2004, Omnibus (réédition)                       | Dictée                            | autobiographie             |
| Dimanche | 1959, Presses de la Cité                        | roman                             |                            |
| Disparition d'Odile (La) | 1971, Presses de la Cité                        | roman                             |                            |
| Dossiers de l'agence « O » (Les) - La Cage d’Émile - La Cabane en bois - L’Homme tout nu - L’Arrestation du musicien - L’Étrangleur de Moret - Le Vieillard au porte-mine - Les Trois Bateaux de la calanque - La Fleuriste de Deauville - Le Ticket de métro - Émile à Bruxelles - Le Prisonnier de Lagny - Le Docteur Tant-Pis - Le Chantage de l’Agence O - Le Club des vieilles dames | 1943, Gallimard                                 | recueil de nouvelles              |                            |
| Échec de Maigret (Un) | 1956, Presses de la Cité                        | roman                             | policier (Maigret)         |
| Écluse no 1 (L') | 1933, Fayard                                    | roman                             | policier (Maigret)         |
| En cas de malheur | 1956, Presses de la Cité                        | roman                             |                            |
| Enterrement de Monsieur Bouvet (L') | 1950, Presses de la Cité                        | roman                             | policier                   |
| Escalier de fer (L') | 1953, Presses de la Cité                        | roman                             |                            |
| Évadé (L') | 1936, Gallimard                                 | roman                             |                            |
| Exploits de l’inspecteur Sancette (Les) - Le Château des sables rouges - L. 53 - Le Document violet - Les enquêtes de l'inspecteur Sancette - Matricule 12 - L'Homme qui tremble - Les Amants du malheur - Katia, acrobate | 1999, Omnibus                                   | recueil de nouvelles              | policier (Sancette)        |
| Fantômes du chapelier (Les) | 1949, Presses de la Cité                        | roman                             |                            |
| Faubourg | 1937, Gallimard                                 | roman                             |                            |
| Femme endormie (La) | 1981, Presses de la Cité                        | Dictée                            | autobiographie             |
| Fenêtre des Rouet (La) | 1945, La Jeune Parque                           | roman                             |                            |
| Feux rouges | 1953, Presses de la Cité                        | roman                             |                            |
| Fiançailles de M. Hire (Les) | 1933, Fayard                                    | roman                             |                            |
| Fils Cardinaud (Le) | 1942, Gallimard                                 | roman                             |                            |
| Fils (Le) | 1957, Presses de la Cité                        | roman                             |                            |
| Folle de Maigret (La) | 1970, Presses de la Cité                        | roman                             | policier (Maigret)         |
| Folle d'Itteville (La) | 1931, Jacques Haumont                           | nouvelle                          | policier (Inspecteur G7)   |
| Fond de la bouteille (Le) | 1949, Presses de la Cité                        | roman                             |                            |
| Fou de Bergerac (Le) | 1932, Fayard                                    | roman                             | policier (Maigret)         |
| Frères Rico (Les) | 1952, Presses de la Cité                        | roman                             |                            |
| Fuite de M. Monde (La) | 1945, La Jeune Parque                           | roman                             |                            |
| Gens d'en face (Les) | 1933, Fayard                                    | roman                             |                            |
| Grand Bob (Le) | 1954, Presses de la Cité                        | roman                             |                            |
| Guinguette à deux sous (La) | 1931, Fayard                                    | roman                             | policier (Maigret)         |
| Haut Mal (Le) | 1933, Fayard                                    | roman                             |                            |
| Homme au petit chien (L') | 1964, Presses de la Cité                        | roman                             |                            |
| Homme comme un autre (Un) | 1975, Presses de la Cité                        | Dictée                            | autobiographie             |
| Homme de Londres (L’) | 1934, Fayard                                    | roman                             |                            |
| Homme qui regardait passer les trains (L’) | 1938, Gallimard                                 | roman                             |                            |
| Horloger d'Everton (L’) | 1954, Presses de la Cité                        | roman                             |                            |
| Il pleut bergère... | 1941, Gallimard                                 | roman                             | policier                   |
| Il y a encore des noisetiers | 1969, Presses de la Cité                        | roman                             |                            |
| Inconnus dans la maison (Les) | 1940, Gallimard                                 | roman                             |                            |
| Innocents (Les) | 1972, Presses de la Cité                        | roman                             |                            |
| Inspecteur Cadavre (L’) | 1944, Gallimard                                 | roman                             | policier (Maigret)         |
| Je me souviens | 1945                                            | mémoires                          |                            |
| Je suis resté un enfant de chœur | 1979, Presses de la Cité                        | Dictée                            | autobiographie             |
| Jour et Nuit | 1981, Presses de la Cité                        | Dictée                            | autobiographie             |
| Jument perdue (La) | 1948, Presses de la Cité                        | roman                             |                            |
| Lettre à ma mère | 1974, Presses de la Cité                        |                                   | autobiographie             |
| Lettre à mon juge | 1947, Presses de la Cité                        | roman                             |                            |
| Libertés qu'il nous reste (Les) | 1981, Presses de la Cité                        | Dictée                            | autobiographie             |
| Liberty Bar | 1932, Fayard                                    | roman                             | policier (Maigret)         |
| Locataire (Le) | 1934, Gallimard                                 | roman                             |                            |
| Long Cours | 1936, Gallimard                                 | roman                             |                            |
| Maigret (roman) | 1934, Fayard                                    | roman                             | policier (Maigret)         |
| Maigret à l'école | 1954, Presses de la Cité                        | roman                             | policier (Maigret)         |
| Maigret à New York | 1947, Presses de la Cité                        | roman                             | policier (Maigret)         |
| Maigret a peur | 1953, Presses de la Cité                        | roman                             | policier (Maigret)         |
| Maigret à Vichy | 1968, Presses de la Cité                        | roman                             | policier (Maigret)         |
| Maigret au Picratt’s | 1951, Presses de la Cité                        | roman                             | policier (Maigret)         |
| Maigret aux Assises | 1960, Presses de la Cité                        | roman                             | policier (Maigret)         |
| Maigret chez le coroner | 1949, Presses de la Cité                        | roman                             | policier (Maigret)         |
| Maigret chez le ministre | 1955, Presses de la Cité                        | roman                             | policier (Maigret)         |
| Maigret en meublé | 1951, Presses de la Cité                        | roman                             | policier (Maigret)         |
| Maigret et l'affaire Nahour | 1967, Presses de la Cité                        | roman                             | policier (Maigret)         |
| Maigret et l'Homme du banc | 1953, Presses de la Cité                        | roman                             | policier (Maigret)         |
| Maigret et l'homme tout seul | 1971, Presses de la Cité                        | roman                             | policier (Maigret)         |
| Maigret et l'Indicateur | 1971, Presses de la Cité                        | roman                             | policier (Maigret)         |
| Maigret et la Grande Perche | 1951, Presses de la Cité                        | roman                             | policier (Maigret)         |
| Maigret et la Jeune Morte | 1954, Presses de la Cité                        | roman                             | policier (Maigret)         |
| Maigret et la Vieille Dame | 1950, Presses de la Cité                        | roman                             | policier (Maigret)         |
| Maigret et le Client du samedi | 1962, Presses de la Cité                        | roman                             | policier (Maigret)         |
| Maigret et le Clochard | 1963, Presses de la Cité                        | roman                             | policier (Maigret)         |
| Maigret et le Corps sans tête | 1955, Presses de la Cité                        | roman                             | policier (Maigret)         |
| Maigret et le Fantôme | 1964, Presses de la Cité                        | roman                             | policier (Maigret)         |
| Maigret et le Marchand de vin | 1970, Presses de la Cité                        | roman                             | policier (Maigret)         |
| Maigret et le Tueur | 1969, Presses de la Cité                        | roman                             | policier (Maigret)         |
| Maigret et le Voleur paresseux | 1961, Presses de la Cité                        | roman                             | policier (Maigret)         |
| Maigret et les Braves Gens | 1962, Presses de la Cité                        | roman                             | policier (Maigret)         |
| Maigret et les témoins récalcitrants | 1959, Presses de la Cité                        | roman                             | policier (Maigret)         |
| Maigret et les Vieillards | 1960, Presses de la Cité                        | roman                             | policier (Maigret)         |
| Maigret et l'Homme du banc | 1953, Presses de la Cité                        | roman                             | policier (Maigret)         |
| Maigret et l'inspecteur malgracieux - Le Témoignage de l'enfant de chœur - Le Client le plus obstiné du monde - Maigret et l'Inspecteur malgracieux (nouvelle) - On ne tue pas les pauvres types | 1947, Presses de la Cité                        | recueil de nouvelles              | policier (Maigret)         |
| Maigret et Monsieur Charles | 1972, Presses de la Cité                        | roman                             | policier (Maigret)         |
| Maigret et son mort | 1948, Presses de la Cité                        | roman                             | policier (Maigret)         |
| Maigret hésite | 1968, Presses de la Cité                        | roman                             | policier (Maigret)         |
| Maigret s'amuse | 1957, Presses de la Cité                        | roman                             | policier (Maigret)         |
| Maigret se défend | 1964, Presses de la Cité                        | roman                             | policier (Maigret)         |
| Maigret se fâche | 1947, Presses de la Cité                        | roman                             | policier (Maigret)         |
| Maigret se trompe | 1953, Presses de la Cité                        | roman                             | policier (Maigret)         |
| Maigret tend un piège | 1955, Presses de la Cité                        | roman                             | policier (Maigret)         |
| Maigret voyage | 1958, Presses de la Cité                        | roman                             | policier (Maigret)         |
| Maigret, Lognon et les gangsters | 1952, Presses de la Cité                        | roman                             | policier (Maigret)         |
| Main dans la main (La) | 1978, Presses de la Cité                        | Dictée                            | autobiographie             |
| Main (La) | 1968, Presses de la Cité                        | roman                             |                            |
| Maison des sept jeunes filles (La) | 1941, Gallimard                                 | roman                             |                            |
| Maison du canal (La) | 1933, Fayard                                    | roman                             |                            |
| Maison du juge (La) | 1942, Gallimard                                 | roman                             | policier (Maigret)         |
| Malempin | 1940, Gallimard                                 | roman                             |                            |
| Marie du port (La) | 1938, Gallimard                                 | roman                             |                            |
| Marie qui louche | 1952, Presses de la Cité                        | roman                             |                            |
| Mauvaise Étoile (La) - L’Homme en habit dans son square et le Bagnard aux nougats - Celui qui se battait avec les rats ou la plus banale des histoires - Popaul et son cuisinier ou La Tête qui a trop trempé - Touristes de bananes ou Les Adams de Chicago et les Èves de Manchester et d’Oslo dans les nouveaux paradis terrestres - Les Joies de la pampa ou L’Homme qui est prisonnier entre deux gares - L’Aventure du gentleman anglais et de la femme qui montrait son derrière du haut d’un cocotier - Mon ami l’Auvergnat et le Lithuanien solitaire qui n’avait jamais assez mangé - Le Polytechnicien et le Boy à sonnette - L’Aventurier syndiqué - Celui qui a refusé de devenir juge - Les Chiens des Marquises et le Percepteur de la forêt vierge | 1938, Gallimard                                 | recueil de nouvelles              | voyages autour du monde    |
| Mémoires de Maigret (Les) | 1951, Presses de la Cité                        | roman                             | policier (Maigret)         |
| Mémoires intimes suivis du Livre de Marie-Jo | 1981, Presses de la Cité                        |                                   | autobiographie             |
| Menaces de mort | nouvelle                                        | policier (Maigret)                |                            |
| Mes apprentissages, reportages 1931-1946 - À la découverte de la France - À la recherche de l'homme nu - À la rencontre des autres | 1976, UGE                                       | reportages                        |                            |
| Mon ami Maigret | 1949, Presses de la Cité                        | roman                             | policier (Maigret)         |
| Monsieur Gallet, décédé | 1931, Fayard                                    | roman                             | policier (Maigret)         |
| Monsieur La Souris | 1938, Gallimard                                 | roman                             |                            |
| Mort d'Auguste (La) | 1966, Presses de la Cité                        | roman                             |                            |
| Mort de Belle (La) | 1952, Presses de la Cité                        | roman                             |                            |
| Nègre (Le) | 1957, Presses de la Cité                        | roman                             | policier                   |
| Neige était sale (La) | 1948, Presses de la Cité                        | roman                             |                            |
| Noces de Poitiers (Les) | 1946, Gallimard                                 | roman                             |                            |
| Noël de Maigret (Un) - Un Noël de Maigret - Sept petites croix dans un carnet - Le Petit Restaurant des Ternes | 1951, Presses de la Cité                        | recueil de nouvelles              |                            |
| Nolépitois (Les) | 1963, Magazine Elle                             | Nouvelle fantastique              |                            |
| Nouvelles Enquêtes de Maigret (Les) - La Péniche aux deux pendus - L'Affaire du Boulevard Beaumarchais - La Fenêtre ouverte - Monsieur Lundi - Jeumont, 51 minutes d'arrêt - Peine de mort - Les Larmes de bougie - Rue Pigalle - Une erreur de Maigret - L'Amoureux de madame Maigret - La Vieille Dame de Bayeux - L'Auberge aux noyés - Stan le tueur - L'Étoile du Nord - Tempête sur la Manche - Mademoiselle Berthe et son amant - Le Notaire de Châteauneuf | 1944, Gallimard                                 | recueil de nouvelles              |                            |
| Improbable Monsieur Owen (L') | 1967, Œuvres complètes, tome IX, éd. Rencontres | nouvelle                          | policier (Maigret)         |
| Ceux du Grand-Café | 1967, Œuvres complètes, tome IX, éd. Rencontres | nouvelle                          | policier (Maigret)         |
| Nouvelles inattendues - Les Mystères du Grand Saint-Georges - La Chanteuse de Pigalle - L’Invalide à la tête de bois - Le Gros Lot - Le Capitaine Philps et les Petits Cochons … suivi de L’histoire de deux Canaques et d’une belle fille qui voulaient voir Tahiti la Grande - La Pipe de Maigret | 1990                                            | recueil de nouvelles              |                            |
| Nouvelles introuvables - Le Yacht et la Panthère - Sing-Sing ou La maison des trois marches - Mademoiselle Augustine - Moss et Hoch - L’As de l’arrestation - L’Oranger des îles Marquises - Monsieur Mimosa - Les Trois Messieurs du consortium - L’homme qui mitraillait les rats - La Tête de Joseph - Little Samuel à Tahiti - Le Vieux Couple de Cherbourg - La Révolte du canari - Le Châle de Marie Dudon - Le Destin de Monsieur Saft - Les Cent Mille Francs de « P’tite Madame » - L’Aventurier au parapluie - La Cabane à Flipke | 1991, Presses de la Cité                        | recueil de nouvelles              |                            |
| Novembre | 1969, Presses de la Cité                        | roman                             |                            |
| Nuit du carrefour (La) | 1931, Fayard                                    | roman                             | policier (Maigret)         |
| Ombre chinoise (L’) | 1932, Fayard                                    | roman                             | policier (Maigret)         |
| On dit que j'ai soixante-quinze ans | 1980, Presses de la Cité                        | Dictée                            | autobiographie             |
| Oncle Charles s'est enfermé | 1942, Gallimard                                 | roman                             |                            |
| Ours en peluche (L') | 1960, Presses de la Cité                        | roman                             |                            |
| Outlaw (L') | 1941, Gallimard                                 | roman                             |                            |
| Passage de la ligne (Le) | 1958, Presses de la Cité                        | roman                             |                            |
| Passager clandestin (Le) | 1947, La Jeune Parque                           | roman                             |                            |
| Passager du Polarlys (Le) | 1932, Fayard                                    | roman                             |                            |
| Patience de Maigret (La) | 1965, Presses de la Cité                        | roman                             | policier (Maigret)         |
| Pedigree | 1948, Presses de la Cité                        | roman                             | autobiographie             |
| Pendu de Saint-Pholien (Le) | 1931, Fayard                                    | roman                             | policier (Maigret)         |
| Petit Docteur (Le) - Le Flair du petit docteur - La Demoiselle en bleu pâle - Une femme a crié - Le Fantôme de M. Marbe - Les Mariés du 1er décembre - Le Mort tombé du ciel - La Bonne Fortune du Hollandais - Le Passager et son nègre - La Piste de l’homme roux - L’amiral a disparu - La Sonnette d’alarme - Le Château de l’arsenic - L’Amoureux aux pantoufles | 1943, Gallimard                                 | recueil de nouvelles              | policier (Dollent)         |
| Petit Homme d'Arkhangelsk (Le) | 1956, Presses de la Cité                        | roman                             |                            |
| Petit Saint (Le) | 1965, Presses de la Cité                        | roman                             |                            |
| Petits Cochons sans queue (Les) - Les petits cochons sans queue - Sous peine de mort - Le petit tailleur et la chapelier - Un certain Monsieur Berquin - L'escale de Buenaventura - L'Homme dans la rue [Maigret] - Vente à la bougie [Maigret] - Le Deuil de Fonsine - Madame Quatre et ses enfants | 1950, Presses de la Cité                        | recueil de nouvelles              |                            |
| Petits Hommes (Les) | 1976, Presses de la Cité                        | Dictée                            | autobiographie             |
| Pietr-le-Letton | 1931, Fayard                                    | roman                             | policier (Maigret)         |
| Pipe de Maigret (La) | 1947, Presse de la Cité                         | nouvelle                          | policier (Maigret)         |
| Pitard (Les) | 1935, Gallimard                                 | roman                             |                            |
| Point-virgule | 1979, Presses de la Cité                        | Dictée                            | autobiographie             |
| Port des brumes (Le) | 1932, Fayard                                    | roman                             | policier (Maigret)         |
| Porte (La) | 1962, Presses de la Cité                        | roman                             |                            |
| Portrait-souvenir de Balzac et autres textes sur la littérature | 2010, Bourgois                                  | Essais                            |                            |
| Première Enquête de Maigret, 1913 (La) | 1949, Presses de la Cité                        | roman                             | policier (Maigret)         |
| Président (Le) | 1958, Presses de la Cité                        | roman                             |                            |
| Prison (La) | 1968, Presses de la Cité                        | roman                             |                            |
| Prix d'un homme (Le) | 1980, Presses de la Cité                        | Dictée                            | autobiographie             |
| Quand j'étais vieux | 1970, Presses de la Cité                        |                                   | autobiographie             |
| Quand vient le froid | 1980, Presses de la Cité                        | Dictée                            | autobiographie             |
| Quartier nègre | 1936, Gallimard                                 | roman                             |                            |
| Quatre Jours du pauvre homme (Les) | 1949, Presses de la Cité                        | roman                             |                            |
| Rapport du gendarme (Le) | 1944, Gallimard                                 | roman                             | policier                   |
| Relais d'Alsace (Le) | 1931, Fayard                                    | roman                             |                            |
| Rescapés du "Télémaque" (Les) | 1938, Gallimard                                 | roman                             | policier                   |
| Revolver de Maigret (Le) | 1952, Presses de la Cité                        | roman                             | policier (Maigret)         |
| Riche Homme (Le) | 1970, Presses de la Cité                        | roman                             | policier                   |
| Rue aux trois poussins (La) - La Rue aux trois poussins - Le Comique du « Saint-Antoine » - Le Capitaine du Vasco - Annette et la Dame blonde - Le Crime du Malgracieux - Les Demoiselles de Queue-de-Vache - Le Docteur de Kirkenes - Les Mains pleines - Le Mari de Mélie - Le Matin des trois absoutes - Le Naufrage de «l’Armoire à glace» - Nicolas - La Piste du Hollandais | 1963, Presses de la Cité                        | recueil de nouvelles              |                            |
| Scrupules de Maigret (Les) | 1958, Presses de la Cité                        | roman                             | policier (Maigret)         |
| Sept minutes (Les) - Le Grand Langoustier - La Nuit des sept minutes - L’Énigme de la « Marie-Galante » | 1938, Gallimard                                 | recueil de nouvelles              | policier (Inspecteur G7)   |
| Signé Picpus - Trois enquêtes du commissaire Maigret - Signé Picpus (ou La grande colère de Maigret) - L'inspecteur Cadavre - Félicie est là - Nouvelles exotiques - L'escale de Buenaventura - Un crime au Gabon - Le policier d'Istambul - L'enquête de Mlle Doche - La ligne du désert | 1944, Gallimard                                 | recueil de romans et de nouvelles | policier                   |
| Sœurs Lacroix (Les) | 1938, Gallimard                                 | roman                             |                            |
| Soi-disant M. Prou (Le) | 1943                                            | roman radiophonique               |                            |
| Strip-tease | 1958, Presses de la Cité                        | roman                             |                            |
| Suicidés (Les) | 1934, Gallimard                                 | roman                             |                            |
| Suspect (Le) | 1938, Gallimard                                 | roman                             |                            |
| Tant que je suis vivant | 1978, Presses de la Cité                        | Dictée                            | autobiographie             |
| Tante Jeanne | 1951, Presses de la Cité                        | roman                             |                            |
| Témoins (Les) | 1955, Presses de la Cité                        | roman                             |                            |
| Temps d'Anaïs (Le) | 1951, Presses de la Cité                        | roman                             |                            |
| Testament Donadieu (Le) | 1937, Gallimard                                 | roman                             |                            |
| Tête d'un homme (La) | 1931, Fayard                                    | roman                             | policier (Maigret)         |
| Touriste de bananes | 1938, Gallimard                                 | roman                             |                            |
| Train (Le) | 1961, Presses de la Cité                        | roman                             |                            |
| Train de Venise (Le) | 1965, Presses de la Cité                        | roman                             |                            |
| Trois chambres à Manhattan | 1946, Presses de la Cité                        | roman                             |                            |
| Trois Crimes de mes amis (Les) | 1938, Gallimard                                 | roman                             |                            |
| Nouveau dans la ville (Un) | 1950, Presses de la Cité                        | roman                             |                            |
| Confidence de Maigret (Une) | 1959, Presses de la Cité                        | roman                             | policier (Maigret)         |
| Vie comme neuve (Une) | 1951, Presses de la Cité                        | roman                             |                            |
| Vacances de Maigret (Les) | 1948, Presses de la Cité                        | roman                             | policier (Maigret)         |
| Vacances obligatoires | 1978, Presses de la Cité                        | Dictée                            | autobiographie             |
| Vent du Nord, vent du Sud | 1976, Presses de la Cité                        | Dictée                            | autobiographie             |
| Vérité sur Bébé Donge (La) | 1942, Gallimard                                 | roman                             |                            |
| Veuf (Le) | 1959, Presses de la Cité                        | roman                             |                            |
| Veuve Couderc (La) | 1942, Gallimard                                 | roman                             |                            |
| Vieille (La) | 1959, Presses de la Cité                        | roman                             |                            |
| Volets verts (Les) | 1950, Presses de la Cité                        | roman                             |                            |
| Voleur de Maigret (Le) | 1967, Presses de la Cité                        | roman                             | policier (Maigret)         |
| Voyageur de la Toussaint (Le) | 1941, Gallimard                                 | roman                             |                            |

## Avant Simenon
La carrière mûre de Simenon date de 1931, quand il a commencé à publier habituellement sous son vrai nom. Dès 1921, il publie des dizaines de romans et de nouvelles sous une trentaine de pseudonymes. Pour la plupart, ces œuvres ont sombré dans l'oubli. Toutefois, certaines ont suscité plus d'intérêt — et de rééditions — ces derniers temps. C'est particulièrement le cas pour celles qui ont des liens avec l'œuvre de la phase de maturité — par exemple, les romans mettant en scène le personnage de Jules Maigret au stade embryonnaire (le « proto-Maigret »). Le tableau suivant est loin d'être complet.

| Titre | 1re édition / réédition               | Genre                                | Thème                    |
| --- | ------------------------------------- | ------------------------------------ | ------------------------ |
| Au pont des Arches | 1921, Imprimerie Bénard               | roman                                | humour                   |
| Ridicules ! (Les) | 1921, tirage limité à compte d'auteur | essai                                | satire                   |
| Maigret entre en scène - Train de nuit - La Jeune fille aux perles - La Femme rousse - La Maison de l'inquiétude - L'Homme à la cigarette | 1999, Omnibus                         | recueil de romans                    | policier (proto-Maigret) |
| Yves Jarry, détective aventurier - L'Amant sans nom - Chair de beauté - La Femme qui tue - La Fiancée aux mains de glace                  | 2001, Omnibus                         | recueil de romans signés Georges Sim | policier (Yves Jarry)    |